# 台湾白木草
台湾白木草（学名：Comanthosphace formosana）为唇形科绵穗苏属下的一个种。其种加词“formosana”意为“台湾的”。